# Асбах Уральт (напиток)
«Асбах Уральт» (нем. Asbach Uralt) — торговая марка старейшего немецкого виноградного бренди, названного по имени владельца фирмы Хуго Асбаха (нем. Hugo Asbach), который основал «экспортную компанию для немецкого коньяка» в 1892 году в городе Рюдесхайм-на-Рейне. Сегодня предприятие Асбах Уральт (нем. Uralt — древний) принадлежит фирме «Унтерберг».

## История
Хуго Асбах был по профессии дистиллятором и некоторое время жил и работал во Франции, прежде чем он стал самостоятельным предпринимателем в Германии. Его целью было производить немецкий коньяк, равноценный французскому.
В возрасте 24-х лет возвращается в Германию и 11 мая 1892 года вместе со своим деверем[уточнить] Францем Болтендалем основывает фирму «Asbach und Co.» в Рюдесхайм-на-Рейне.
В 1905 году продавец вин Альберт Штурм вошёл в долю, выкупив часть предприятия; теперь название фирмы поменялось на «Großetablissement der Cognac-Industrie Asbach & Co».
Свой первый продукт Хуго Асбах выпускал на рынок под названием «Рюдесхаймский коньяк» (нем. Rüdesheimer Cognac).
В 1907 Асбах ввёл понятие «Вайнбранд» (нем. Weinbrand ) как немецкое наименование для коньяка, а также запатентовал товарный знак Асбах Уральт (нем. Asbach Uralt). Сначала понятие «Вайнбранд» использовалось как дополнительное, так как было ещё неизвестно потребителям и произносилось так: «Weinbrand-Cognac» (Вайнбранд-Коньяк).
После Первой мировой войны Версальский договор специально запретил немецким производителям использование обозначения «Коньяк» для своей продукции, поэтому стало доступным только слово «Вайнбранд». А в 1923 запрет был введён в немецкий винный закон. Именно поэтому «Вайнбранд» стал в Германии общеупотребительным понятием.
В 1924 Асбах изобрёл новый продукт — шоколадные конфеты пралине с коньячной начинкой, которые предназначались прежде всего для женщин.
В 1936 году Хуго Асбах умирает. Его сыновья Герман и Рудольф, а также Франц Болтендаль приняли руководство над фирмой.
В 1937 году был придуман рекламный девиз «В Асбах-Уральт живёт дух вина» (нем. Im Asbach-Uralt ist der Geist des Weines), который используется и по сей день.
Во время Второй мировой войны в 1943 производство коньяка было остановлено и возобновлено лишь в 1950 году.
В 1980-е годы доходы фирмы снизились, а в 1991 семья продала предприятие британской фирме United Distillers, «дочери» концерна «Guinness».
В 1999 50 % акций фирмы Асбах Уральт завладели фирма Унтерберг и нидерландское предприятие Bols Royal, а в 2002 предприятие полностью перешло во владение фирмы Унтерберг.
В 2001 году только в Германии было продано 5,4 миллиона бутылок Асбах Уральт.